# Accept
Accept é uma banda de heavy metal alemã formada em 1976, que teve importante papel no desenvolvimento do heavy metal europeu. Devido a seu estilo rápido e melódico e ao vocal característico do cantor Udo, o grupo serviu de influência para quase todas as bandas de power metal e thrash metal, e são um dos precursores do speed metal.
As letras das músicas do Accept abordam temas como problemas sociais, sexo e fantasia.
A banda ganhou destaque nos anos 1980 com o lançamento dos álbuns Restless and Wild, Balls to the Wall e Metal Heart, que figuram entre os melhores discos de heavy metal da década. Após encerrarem as atividades em 1996, eles reuniram-se em 2009 e já lançaram cinco discos desde então.

## História
No final da década de 1970 e início da de 1980, a Alemanha começava a despontar como um dos grandes berços do rock and roll. E foi nesse país e nessa época, que o vocalista Udo Dirkschneider, depois de algumas breves experiências musicais, montou o Accept.
Após a formação estar completa com Wolf Hoffmann e Jorg Fischer nas guitarras, Peter Baltes no baixo e Frank Friedrich na bateria, a banda lança o álbum de estreia auto-intitulado em 1979. Apesar da voz de Udo ter sido o grande destaque do disco, Peter Baltes foi quem cantou nas faixas "Sounds Of War" e "Seawinds". No ano seguinte, I'm a Rebel serviu para marcar a entrada do baterista Stefan Kaufmann e foi só em Breaker, de 1981, que o grupo começou a ter uma estrutura realmente profissional, com produtor, empresário e tudo mais.

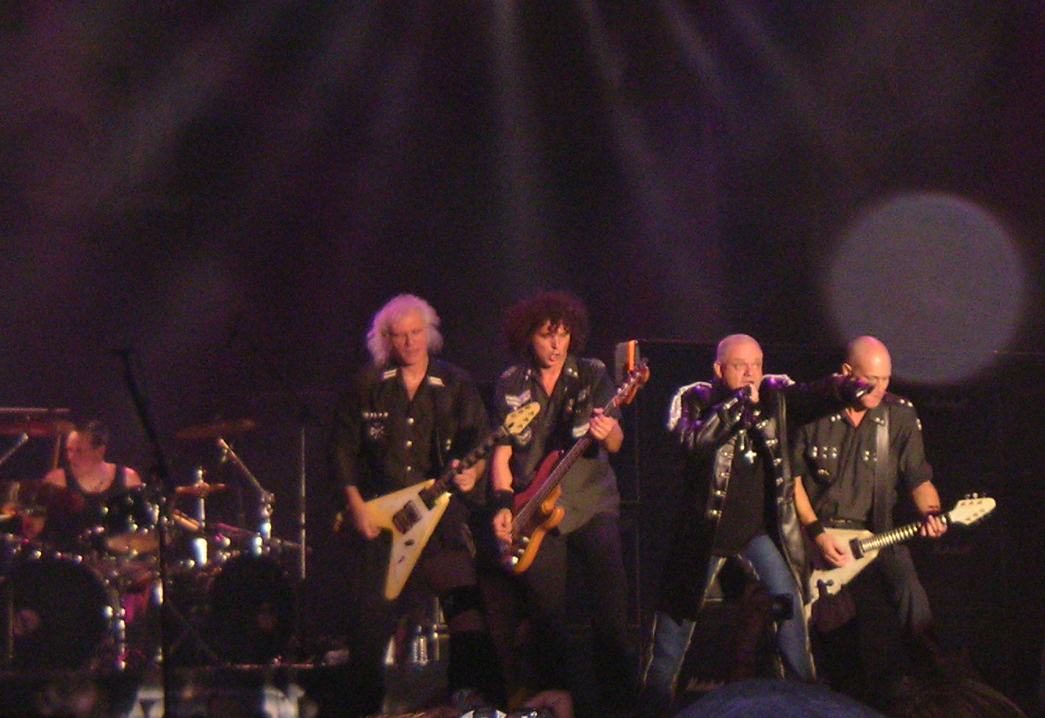
Accept em reunião de 2005

Já nacionalmente conhecidos, o Accept decide então dar um grande passo e lança Restless and Wild em escala mundial. O álbum, de 1982, é aclamado pela mídia e é até hoje reconhecido como um dos mais importantes do heavy metal. A faixa de abertura "Fast As a Shark" torna-se um dos maiores hits do grupo, e de grande importância no cenário do speed metal.
O guitarrista Jan Koemmet substitui Jorg Fischer e é lançado, em 1983, o clássico Balls to the Wall. A faixa-título ganha um videoclipe bastante executado e rende grandes turnês, tornando-se um dos maiores sucessos do Accept. Dois anos depois, sai Metal Heart, que contou com o mesmo produtor do Scorpions, e com a volta de Fischer ao grupo. Quase que simultaneamente, é lançado o EP ao vivo Kaizoku-Ban' que trazia faixas como "Head Over Heels", "Love Child" e "Living For Tonight".
Em 1986, "Russian Roulette", marcou o rompimento do Accept. Por divergências artísticas, Jorg Fischer e o vocalista Udo abandonam o grupo. Este último se lança em carreira solo e somente três anos depois chega às lojas o novo trabalho dos alemães. Eat the Heat trazia David Reece nos vocais e Jim Stacey na guitarra. Apesar da inegável qualidade do disco, os fãs não aceitaram muito bem os novos integrantes. Novos desentendimentos entre os próprios membros e problemas de saúde com Stefan Kaufmann levaram ao encerramento das atividades do grupo.
Um álbum ao vivo com a antiga formação, intitulado Staying a Life, foi lançado em 1990 e trazia todos os grandes sucessos como "Neon Nights", "Son Of A Bitch" e "Dogs On Leads". A volta do Accept, porém, com Udo de volta aos vocais, não demorou. Em 1992, Objection Overruled chegou para reconquistar o público, mas desta vez como um quarteto, já que Wolf Hofmann ficou sendo o único guitarrista. Death Row, editado na sequência, foi a despedida de Stefan Kaufmann no grupo.
Em 1996 os alemães lançaram seu último trabalho. Predator contou nas baquetas com Michael Cartellone, que tocou com Ted Nugent, e depois desse lançamento decidiram encerrar novamente as atividades da banda.
Udo Dirkschneider retomou sua carreira solo com o U. D. O. e o duplo ao vivo The Final Chapter, saiu dois anos depois. Em 2001 e 2002 foram lançados A Tribute To Accept e A Tribute To AcceptII, respectivamente, no qual bandas consagradas como Primal Fear, Darkane, Therion e Dimmu Borgir fizeram suas versões para os clássicos do Accept.
Em 2004, para alegria dos fãs da banda, chegava às lojas o CD e DVD Metal Blast From The Past. O material foi gravado durante uma turnê mundial do grupo na década de 1980 e reúne além de grandes sucessos da carreira, extras e galeria de fotos.

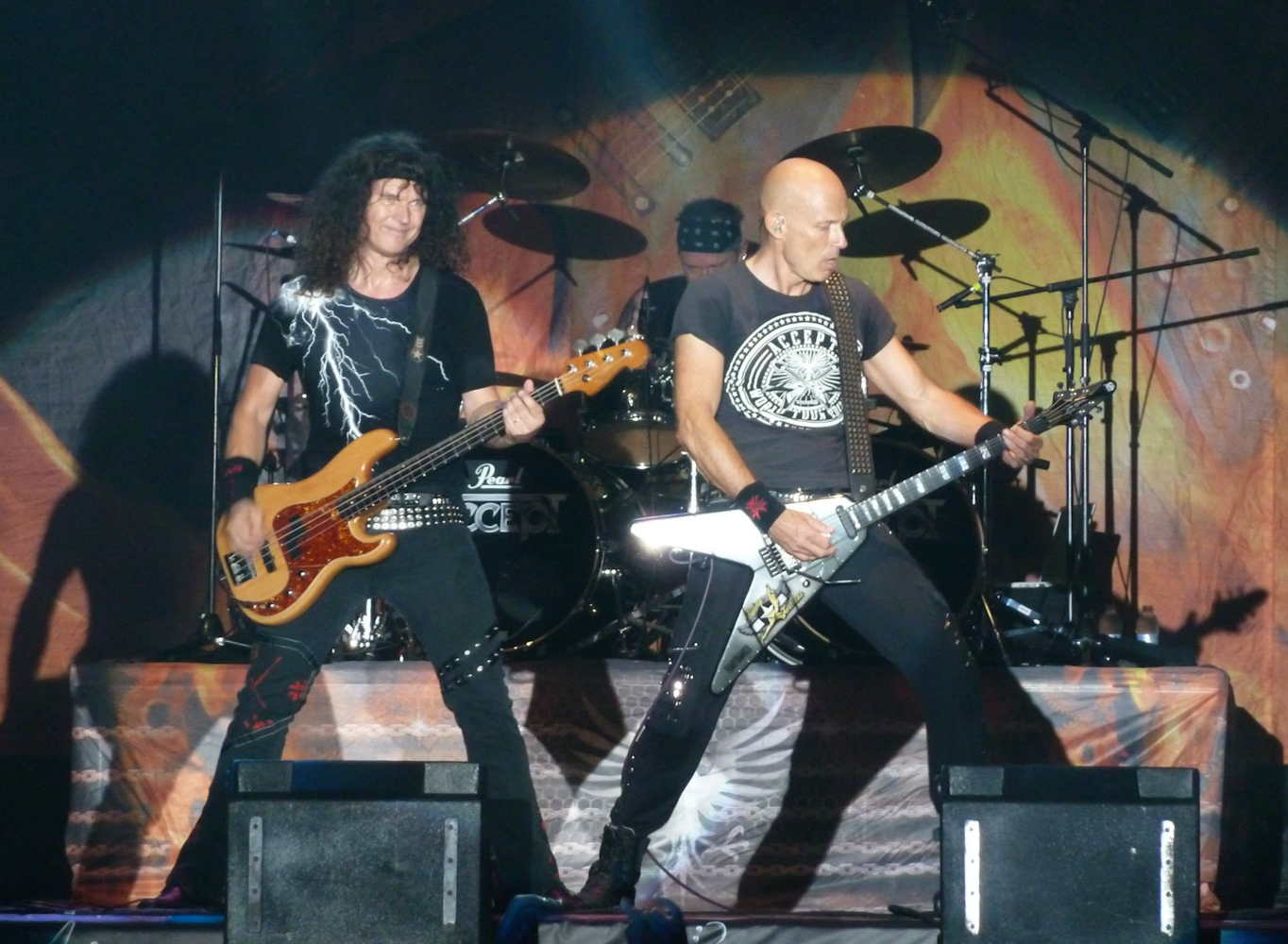
Accept na Bulgária em 2013

Em 2005, depois de inúmeras apresentações pelos quatro cantos do mundo, o grupo anunciou que tiraria umas férias dos palcos. O concerto de despedida aconteceu em Kaverna, na Bulgária.
Em 2009, a banda se reúne novamente, agora com o Mark Tornillo nos vocais, e em 2010 lança o décimo segundo álbum de estúdio: Blood of the Nations. Ao contrário das expectativas, o álbum tornou-se um sucesso nas paradas musicais, ficando na quarta posição na Media Control Charts. Nesse ano a banda tocou pela segunda vez no Rock Hard Festival.
Em 2012 a banda volta a lançar outro disco com a formação atual. Lançado em 6 de abril, Stalingrad foi um sucesso comercial e artístico para a banda, bem recebido pelos fans e pela mídia, rendendo uma turnê mundial que passou recentemente pelo Brasil nas cidades de Porto Alegre, Curitiba e encerrando em São Paulo.
Tocando em vários festivais europeus, a banda encerra o giro na Espanha com a sua Stalingrad Tour.
O Accept volta aos estúdios e grava seu décimo quarto trabalho, lançado em 18 de julho de 2014 com o título Blind Rage. O disco veio a ser o primeiro da banda a chegar ao topo das paradas da Alemanha, seu país natal.
Em 28 de dezembro de 2014 foi anunciada a saída do guitarrista Herman Frank e do baterista Stefan Schwarzmann, que estarão focados em seu projeto Panzer.
Em 26 de Abril de 2015 a banda se apresentou no festival Monsters Of Rock, no qual apresentou o álbum Blind Rage (2014).
Antes de iniciar a segunda parte da Blind Rage Tour o Accept anunciou a entrada de novos músicos; o guitarrista Uwe Lulis, conhecido por estar há anos no Grave Digger e Rebellion, e o baterista Christopher Williams, conhecido por ter sido músico de estúdio de artistas como Desolation, Stephen Dale Petit e Cinder Box, entre outros.
Em 4 de agosto de 2017, foi lançado. venda The Rise of Chaos, que recebeu boas críticas da imprensa especializada, bem como uma recepção comercial positiva em vários mercados mundiais, por exemplo na Alemanha alcançou a terceira posição da lista de música local.
28 Mais tarde, em 27 de novembro de 2018 , o baixista Peter Baltes anunciou sua saída após mais de quarenta anos no grupo afirmando que precisava de uma mudança em sua vida e que deixou Wolf Hoffmann como o único membro fundador atual da banda. Para as datas do festival 70.000 Tons of Metal (31 de janeiro a 4 de fevereiro de 2019), Danny Silvestri participou como baixista convidado, até que em 16 de abril Martin Motnik -baixista de Uli Jon Roth- foi confirmado como seu substituto permanente. Mais tarde foi anunciado que Philip Shouse se juntaria como terceiro guitarrista, tornando a banda um sexteto pela primeira vez em sua história.

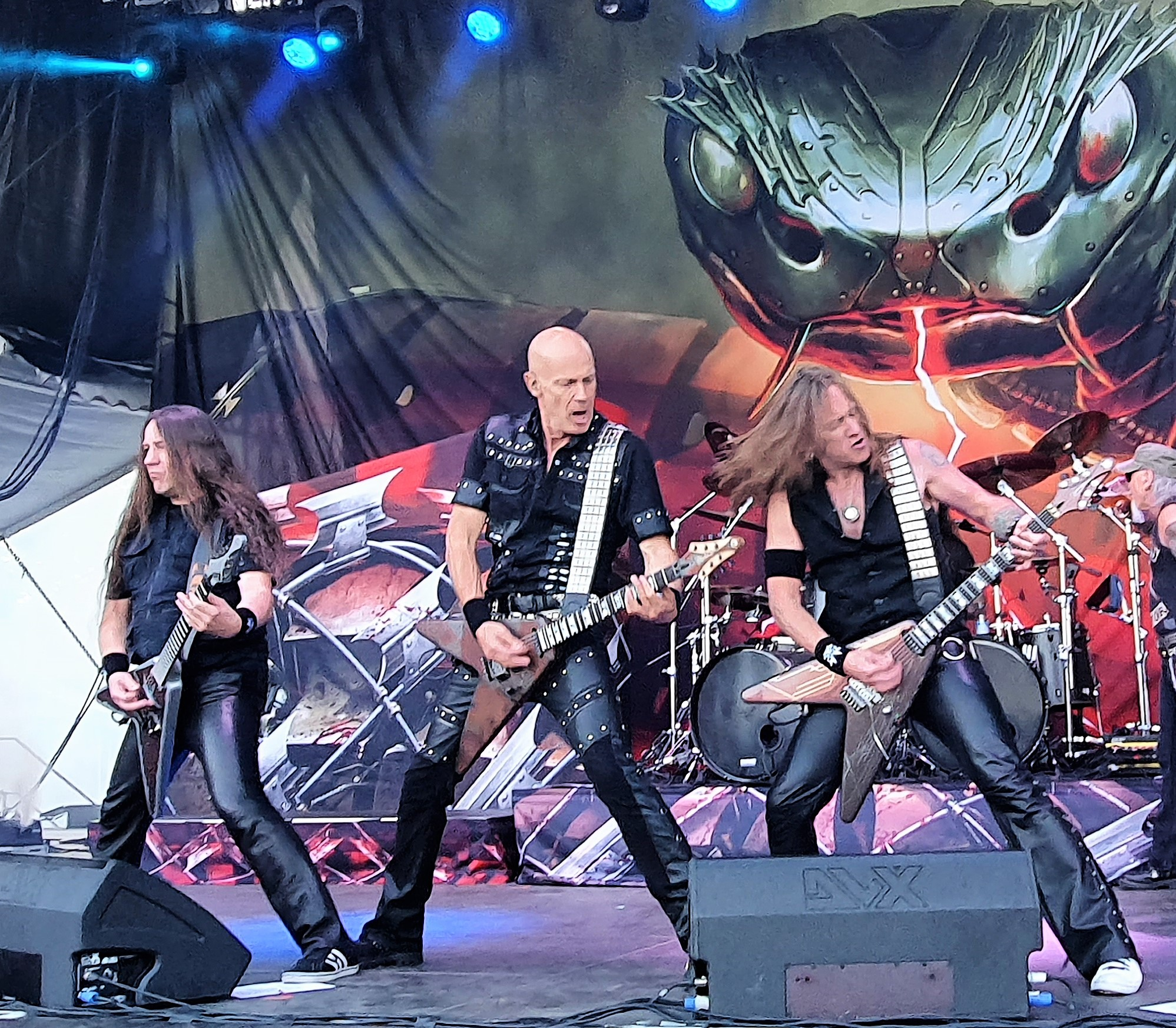
Accept na Finlândia em 2022

Em 2020 iniciaram a gravação de um novo álbum de estúdio, mas devido à pandemia de COVID-19 o seu lançamento foi adiado por vários meses. Finalmente, em janeiro de 2021, foi publicado Too Mean to Die, que, como seus antecessores, obteve boas posições nas paradas de música mundial; na Alemanha alcançou o segundo lugar na contagem local.

## Discografia

Logotipo do Accept, usado na capa de todos os álbuns.